# Trình Bất Thức
Trình Bất Thức (giản thể: 程不识; phồn thể: 程不識, ? – ?) là tướng lĩnh thời Tây Hán.
Dưới thời Hán Cảnh Đế, Trình Bất Thức hay đem lời nói thẳng ra can gián nên được làm Thái trung đại phu,1 nhiều lần ra nhậm chức thái thú các quận vùng biên giới. Lúc giao chiến với người Hung Nô, quân doanh nghiêm chỉnh, Hung Nô không dám tùy tiện tiến công, ông cùng với Lý Quảng đều đáng là danh tướng. Cũng vì Trình Bất Thức quân đội kỉ luật nghiêm ngặt, Lý Quảng đối đãi trọng hậu với sĩ tốt mà buông lỏng kỉ luật quân đội, binh sĩ đều hoan hỉ đi theo Lý Quảng, không muốn đi theo Trình Bất Thức.2 Dưới thời Hán Vũ Đế, Trình Bất Thức là vệ úy cung Trường Nhạc, năm Nguyên Quang thứ nhất (năm 134 TCN), lấy vệ úy làm Xa Kỵ tướng quân đưa quân đồn trú tại quận Nhạn Môn.3
Vũ An hầu Điền Phân lấy con gái của Yên vương làm vợ, cử hành yến tiệc linh đình và mời mọc khách quý tới dự, Ngụy Kỳ hầu Đậu Anh cùng với người bạn thân Quán Phu đến chúc mừng trước tiên, do Đậu Anh với Điền Phân đã sẵn có ân oán từ trước, thêm vào đó Đậu Anh trong bữa tiệc rượu lại chẳng có ai ngó ngàng gì tới mình, Quán Phu mượn cớ mắng chửi to tiếng, nói Trình Bất Thức "không đáng giá một đồng tiền",4 được xem là nguồn gốc của thành ngữ "không đáng giá một đồng tiền". Không có ghi chép nào về thân phận sau này của Trình Bất Thức nữa.